# Конкурсна пропозиція (конкурс)
Конкурсна пропозиція (конкурс) — пропозиція закладу вищої освіти (відокремленого структурного підрозділу закладу вищої освіти, структурного підрозділу закладу вищої освіти, який знаходиться в іншому населеному пункті, аніж місцезнаходження закладу вищої освіти) для прийому вступників на певний рівень вищої освіти, спеціальність (напрям підготовки, одну або декілька спеціалізацій, освітніх програм, нозологій, мов, музичних інструментів тощо в межах спеціальності), форму навчання, курс, строк навчання, на основі здобутого освітнього рівня або ступеня (освітньо-кваліфікаційного рівня). Розрізняють відкриті, закриті та небюджетні конкурсні пропозиції.

## Відкрита конкурсна пропозиція (відкритий конкурс)
Відкрита конкурсна пропозиція (відкритий конкурс) — конкурсна пропозиція, для якої кількість місць для навчання за державним замовленням визначається в межах між мінімальним та максимальним обсягами державного замовлення.

## Закрита конкурсна пропозиція (закритий конкурс)
Закрита конкурсна пропозиція (закритий конкурс) — конкурсна пропозиція із заздалегідь визначеною кількістю місць для навчання за державним або регіональним замовленням (загальний обсяг державного або регіонального замовлення).

## Небюджетна конкурсна пропозиція
Небюджетна конкурсна пропозиція — конкурсна пропозиція, на яку не надаються місця для навчання за державним або регіональним замовленням.

## Широка конкурсна пропозиція (широкий конкурс)
Широка конкурсна пропозиція (широкий конкурс) — сукупність відкритих конкурсних пропозицій, яка складає спільну пропозицію державними вищими навчальними закладами широкого обсягу державного або регіонального замовлення для прийому вступників на місця навчання за державним або регіональним замовленням на певну спеціальність (спеціалізацію) та форму навчання. Відкрита конкурсна пропозиція може входити лише до однієї широкої конкурсної пропозиції.
Конкурсні пропозиції для здобуття вищої освіти вносяться до Єдиної державної електронної бази з питань освіти.

## Конкурсний відбір
Конкурсний відбір для здобуття ступенів вищої освіти здійснюється за результатами вступних випробувань та розгляду мотиваційних листів. При цьому вступники на основі повної загальної середньої освіти до 2022 року складали зовнішнє незалежне оцінювання (ЗНО). Але в 2022 році, у зв'язку з воєнним станом в Україні, замість ЗНО було введено спрощений іспит — національний мультипредметний тест (НМТ). Також цьогоріч вступники повинні написати мотиваційний лист, де описують свої прагнення щодо вступу, власні досягнення тощо. У ньому вступник обґрунтовує, чому саме він повинен отримати змогу навчатися в тому чи іншому навчальному закладі.